# Дімопулос Хрисанті Янісівна
Дімопулос Санта Ігорівна (нар. 21 травня 1987, Київ), більш відома як Санта Дімопулос — українська співачка, танцюристка, модель та бодібілдерка. Випускниця третього сезону проєкту «Фабрика зірок» Костянтина Меладзе, колишня солістка українського гурту «ВІА Гра», колишня солістка українського гурту «7 небо». Чемпіонка світу з бодибілдингу та фітнесу (2011). Переможниця 7-го сезону українського телешоу «Танці з зірками» на телеканалі «1+1».

## Біографія
Народилась 21 травня 1987 року у Києві в ассирійсько-українській родині. 
29 жовтня 2008 року народила сина Даніеля від Андрія Джеджули, з яким розійшлася у 2010 році. У 2015 році одружилася з бізнесменом Ігорем Кучеренком, а 14 вересня 2019 року народила доньку Софію.
30 вересня 2023 року змінила імʼя та по-батькові з Хрисанті Янісівна Дімопулос на Дімопулос Санта Ігорівна.

## Кар'єра
У 2013 році взяла участь у шоу «Вишка», але вибула в першому раунді.
Незначний час була солісткою українського гурту «7 небо», який покинула за власним бажанням.
У 2009 році була учасницею українського проєкту «Фабрика зірок-3» на Новому каналі.
У 2011 році в Таїланді завоювала титул чемпіонки світу з бодибілдингу та фітнесу.
У грудні 2011 року була солісткою гурту «ВІА Гра», у якій зайняла місце Надії Мейхер, яка пішла з колективу через вагітність.
У 2020 році Санта Дімопулос брала участь у проєкті «Танці з зірками» на телеканалі «1+1» з партнером Максом Леоновим. Пара здобула перемогу.

## Відеографія

### У складі гурту «7 небо»
- «О любви»
- «Stranger»

### У кліпах інших виконавців
- Wait, preparation! (Петро Дмитриченко)
- Любовница (Петро Чорний)
- Hasta la vista (Руслан Алехно)
- Забудь (Kishe)
- I Don't Know Why (Василь Бондарчук)

### У складі гурту «ВІА Гра»
- Алло, мам

## Фільмографія

### Серіали
- 2016—2019 — Щенячий патруль — Зума (дубляж, студія 1+1)

## Громадська діяльність
У 2014 році взяла участь у зйомці для благодійного календаря «Щирі», присвяченого українському національному костюму та його популяризації. Проєкт було реалізовано зусиллями ТЦ «Домосфера» та комунікаційної агенції Gres Todorchuk. Усі кошти від реалізації календаря було передано на допомогу пораненим бійцям АТО до Київського військового шпиталю та центру волонтерства Українського католицького університету «Волонтерська Сотня».